# Voluta (gênero)
Voluta  é um gênero de moluscos gastrópodes marinhos predadores pertencente à família Volutidae. Foi classificado por Carolus Linnaeus, em 1758, ao descrever sua primeira espécie, Voluta musica, em seu Systema Naturae. Sua distribuição geográfica abrange o oeste do oceano Atlântico, entre o mar do Caribe e o nordeste do Brasil, neste caso Voluta ebraea, até Bahia.

As espécies do gênero Voluta têm como habitat as águas tropicais do mar do Caribe, no norte da América do Sul Atlântica até a região leste do Brasil.[2]

## Espécies deVoluta
Voluta ebraea Linnaeus, 1758
Voluta morrisoni (Petuch, 1980)
Voluta musica Linnaeus, 1758 - Espécie-tipo
Voluta polypleura Crosse, 1876
Voluta virescens Lightfoot, 1786

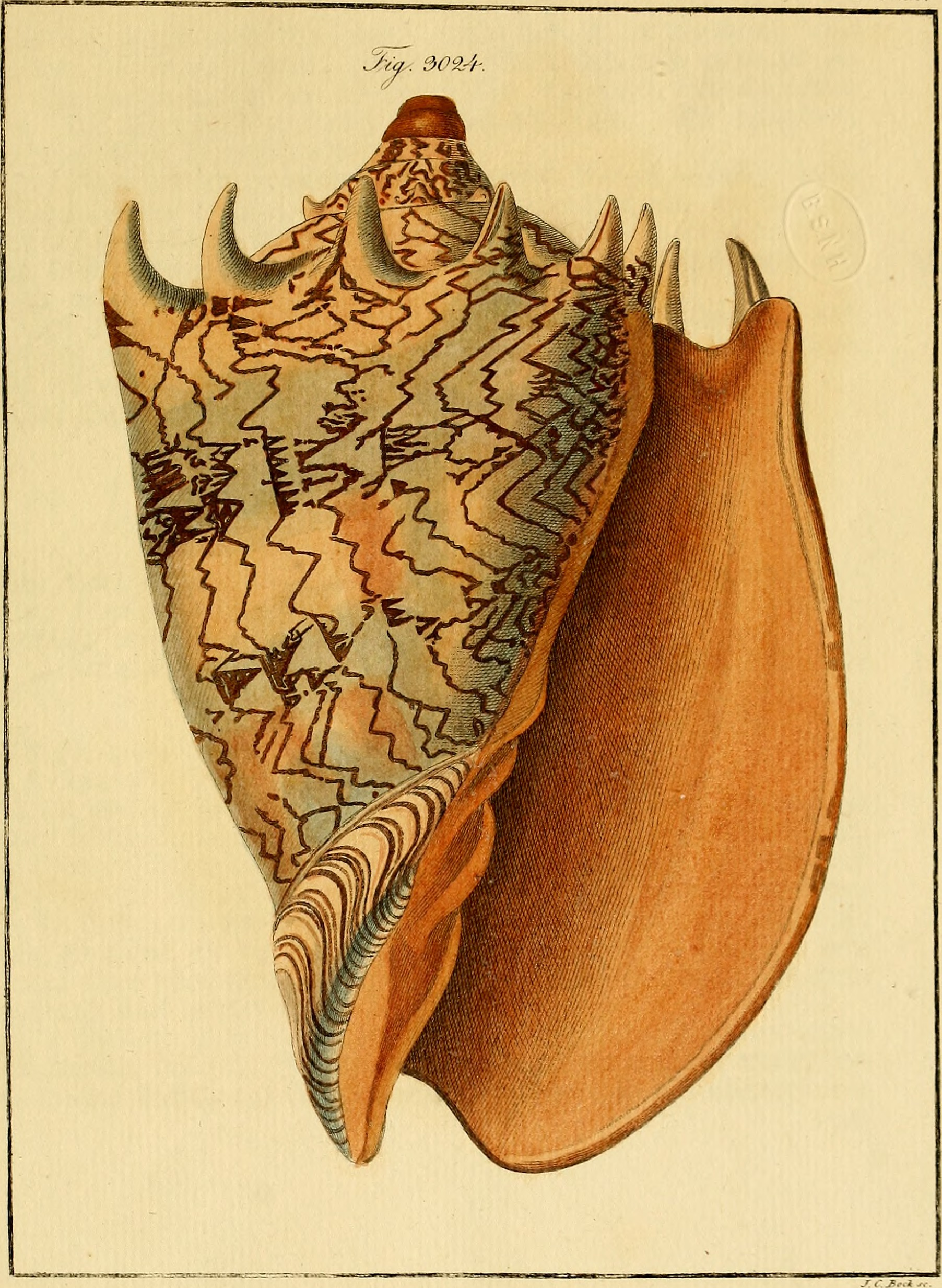
Ilustração de Cymbiola imperialis (ex Voluta imperialis Lightfoot, 1786). Diversos gêneros de moluscos Volutidae já fizeram parte do gênero Voluta, no passado.